# Вусач-булавоніг чорний
Вуса́ч-булавоні́г чо́рний (лат. Rhopalopus macropus Germar, 1824) — вид жуків з родини вусачів.

## Поширення
Rh. macropus — пан'європейський вид, європейського зооґеографічного комплексу, ареал охоплює всю територію Європи аж до Кавказу. В Карпатах Rh. macropus поширений в передгірних листяних лісах, де є досить звичайним, а в деяких районах — навіть масовим.

## Екологія
Зустрічається на стовбурах дерев, зрубах, в купах дров тощо. Літ триває з червня по серпень. Личинки розвиваються в різних видах листяних дерев. 

## Морфологія

### Імаго
Дорослі комахи – дрібні, довжина їх тіла сягає 7-14 мм. Вусики, на відміну від попередніх двох видів, на вершинах члеників без характерних шипиків, затуплені або ледь витягнені. Передньоспинка добре помітно розширена на боках. Щиток вкритий лежачими волосками.

### Личинка
Личинка характеризується матовим пронотумом, його основа в найдрібніших борозенках, що переплітаються у всіх напрямках. Голова біля основи вусиків заокруглена, з кожної її сторони по одному вічку. Ноги короткі.

## Життєвий цикл
Життєвий цикл триває два роки.